# Alicia Lemme
María Alicia Lemme (sinh năm 1954) là một chính trị gia người Argentina gốc người Peronist. Bà là cựu Phó Thống đốc và Thống đốc tỉnh San Luis và cũng là cựu Thị trưởng của San Luis.
Sinh ra tại Villa Mercedes, tỉnh San Luis, Lemme trở thành một kiến trúc sư chuyên nghiệp và từng là Thị trưởng của Juana Koslay (1991 Hóa97), và trong Cơ quan lập pháp tỉnh (1997 Vang99). Bà được bầu làm Phó thống đốc tỉnh cùng với Adolfo Rodríguez Saá năm 1999. Rodríguez SAA giữ chức Chủ tịch Argentina bởi Quốc hội trong tháng 12 năm 2001 đã để lại cho Lemme chức Thống đốc. Bà là nữ thống đốc đầu tiên kể từ khi khôi phục nền dân chủ.
Lemme đã từ chức năm 2003, cho phép Alberto Rodríguez Saá ứng cử vào chức vụ Thống đốc trước đây do anh trai ông Adolfo nắm giữ. Cuối năm đó, cô và Adolfo được bầu làm Đại biểu Quốc gia.
Năm 2006, Lemme xin nghỉ phép tại Quốc hội. Bà được bầu làm Thị trưởng San Luis vào tháng 8 năm 2007 với chỉ hơn 50% số phiếu đánh bại Thị trưởng đương nhiệm Alfonso Vergés, ứng cử viên của Mặt trận Chiến thắng của Tổng thống Néstor Kirchner.